# 9017 Babadzhanyan
9017 Babadzhanyan este un asteroid din centura principală de asteroizi.

## Descriere
9017 Babadzhanyan este un asteroid din centura principală de asteroizi. A fost descoperit pe 2 octombrie 1986 la Observatorul de Astrofizică din Crimeea de Liudmila Juravliova. Asteroidul prezintă o orbită caracterizată de o semiaxă mare de 2,57 ua, o excentricitate de 0,23 și o înclinație de 5,8° în raport cu ecliptica.